# The Devil Has My Double
The Devil Has My Double è l'album di debutto della cantante americana Jane Badler. È stato pubblicato il 1º giugno 2008. Nell'album collabora con i Sir, una band di Melbourne.